# Casa Cuyàs
La casa Cuyàs és un edifici al municipi de Montcada i Reixac (Vallès Occidental) inclòs a l'Inventari del Patrimoni Arquitectònic de Catalunya. Can Cuyàs fou construïda l'any 1886 i està situada en el fenomen d'estiueig que Montcada va viure a finals del segle xix i inicis del XX.
Casa unifamiliar distribuïda en planta baixa i dos pisos a més de terrat. A la planta baixa hi ha la botiga amb un parament arrebossat de treball de carreus picats. Una columna de ferro divideix l'entrada de la botiga amb decoració ondulant a la part inferior del balcó. A partir del primer pis el parament rep un tractament diferent i es presenta esboscassat, és a dir, amb aparença de carreus sense desbastar. En aquest primer pis les dues obertures formen una balconada, construïda a partir d'una llosana en voladís amb una barana de protecció de ferro. Aquesta és de barres verticals amb una ondulació còncava a la part inferior. Les obertures tenen a la seva part superior un emmarcament amb treball en relleu de tractament floral més o menys estilitzat, donant la impressió de cortinatges. Al segon pis hi ha tres obertures de finestres rectangulars amb arcs rebaixats emmarcats i amb pedra clau dibuixada. A la part inferior hi ha un ampit de motllura arrodonida on per sota hi ha quatre espais rectangulars amb sengles relleus de decoració floral.
Al finalitzar el mur rústec queda un espai seguit llis amb elements de decoració floral en relleu i seguint un ritme de voluta. El mur corona en la barana del terrat, amb conjuminació de pilars petris amb motllures convexes i també amb decoració de fulles de cards. L'altra alternança la representa una reixa de dibuixos dins del gust ondulat.